# Ademuz (kommunhuvudort)
Ademuz är en kommunhuvudort i Spanien.   Den ligger i provinsen Província de València och regionen Valencia, i den centrala delen av landet, 210 km öster om huvudstaden Madrid. Ademuz ligger 756 meter över havet och antalet invånare är 1 140.
Terrängen runt Ademuz är huvudsakligen kuperad. Ademuz ligger nere i en dal. Runt Ademuz är det glesbefolkat, med 10 invånare per kvadratkilometer. Närmaste större samhälle är Landete, 19,2 km söder om Ademuz. Omgivningarna runt Ademuz är i huvudsak ett öppet busklandskap.